# Suzanne Moebarak
Suzanne Moebarak (Arabisch: سوزان مبارك, Sūzān Mubārak) (Minya, 28 februari 1941) is de vrouw van de voormalige president van Egypte Hosni Moebarak en was in die hoedanigheid tot 11 februari 2011 first lady van Egypte.